# Johannes van Loon
Johannes van Loon (Veere, 5 september 1888 – Curaçao, 10 september 1975) was tijdens de Tweede Wereldoorlog president van de Hoge Raad der Nederlanden.

## Leven en werk
Van Loon was een zoon van rijksveldwachter Jan Willem van Loon en Trijntje Maasland. Hij trouwde in 1926 met Anna Catharina Winkel, die uit Curaçao afkomstig was.
Van Loon studeerde rechten te Leiden tussen 1917 en 1919 en promoveerde op 11 juli 1919 op stellingen. Hij was eerst werkzaam in het onderwijs (1907-1916), daarna als advocaat (1919-1920), en vervolgens in het bedrijfsleven als juridisch adviseur (1920-1928). Daarna werd hij privaatdocent recht te Delft (1928-1932) en was hij vanaf 1932 bijzonder hoogleraar aan de Rijksuniversiteit Utrecht, vanaf 1935 aan de Technische Hogeschool te Delft.
Op 23 juli 1941 werd hij door de rijkscommissaris Arthur Seyss-Inquart (1892-1946) benoemd tot president van de Hoge Raad der Nederlanden. Op 13 oktober 1944 werd hij door de Londense minister van Justitie Van Heuven Goedhart ontslagen op grond van het Zuiveringsbesluit van 13 januari 1944.

## Vervolging
Van Loon werd op 8 mei 1945 op last van het Militair Gezag gearresteerd en bracht aansluitend twee jaar in hechtenis door, voornamelijk in de gevangenis van Scheveningen. Het Openbaar Ministerie, de regering en de Hoge Raad hadden grote moeite op één lijn te komen tegen Van Loon. Mr. Zaaijer, procureur-fiscaal bij het Bijzonder Gerechtshof te Den Haag, bracht tot driemaal toe een dagvaarding uit. Van Loon werd ten laste gelegd dat hij de benoeming tot president van de Hoge Raad uit handen van de Duitsers had aanvaard, terwijl hij had kunnen weten dat van hem in ruil een pro-Duitse koers van de Hoge Raad werd verwacht. Er werd twee jaar gevangenisstraf geëist, plus ontzetting uit de kiesrechten, en ontzetting uit het recht publieke functies te bekleden.
Op 10 april 1947 werd Van Loon veroordeeld tot twee jaar gevangenisstraf, ontzetting uit de kiesrechten, en verbeurdverklaring van een deel van zijn vermogen. Van Loon verloor al zijn pensioenaanspraken, maar een hoger beroep daartegen was succesvol. Hij werd eerder als een opportunist beschouwd dan als 'fout'.